# Classe Conquest
La classe Conquest est une classe de cinq navires de croisière réalisée pour l'opérateur américain de croisière Carnival Cruise Lines du groupe Carnival Corporation & PLC.

## Conception
Le design de la classe Conquest est basé sur celui de la classe Destiny. La modification réside dans le rallongement du bateau de permettant l'extension des espaces publics et l'ajout d'un restaurant au-dessus de la piscine en plein-air.
Cette classe propose des noms patriotiques reflétant leur construction après les attentats du 11 septembre 2001.
Ils furent tous construits sur le chantier naval  italien de Fincantieri à Monfalcone.

## Les unités de la classe
| Nom               | Production | Mise en service | Tonnage (GT) | Pavillon | Photo |
| ----------------- | ---------- | --------------- | ------------ | -------- | ----- |
| Carnival Conquest | 2002       | 2003            | 110 239      | Panama   |       |
| Carnival Glory    | 2003       | 2003            | 110 000      | Panama   |       |
| Carnival Valor    | 2004       | 2004            | 110 239      | Panama   |       |
| Carnival Liberty  | 2005       | Juillet 2005    | 110 239      | Panama   |       |
| Carnival Freedom  | 2007       | 2007            | 110 239      | Panama   |       |